# Sezonul 2024 al NFL
Sezonul 2024 al NFL a fost cel de-al 105-lea sezon din istoria National Football League. Sezonul a început pe 5 septembrie 2023 cu meciul dintre campioana în exercițiu Kansas City Chiefs și Baltimore Ravens. Sezonul s-a încheiat în data de 9 februarie 2024 pe Caesars Superdome din New Orleans, Louisiana cu meciul de Super Bowl LIX în urma căruia Philadelphia Eagles a învins campioana en-titre Kansas City Chiefs cu 40 la 22.

## Sezonul regulat
Sezonul regulat a inclus 544 de meciuri. Fiecare echipă a jucat 17 meciuri repartizate pe parcursul a 18 săptămâni consecutive. Ele au la dispoziție o săptămână de repaus numită bye week. Din cauza numărului mic de meciuri nici o echipă nu a jucat împotriva tuturor celorlalte echipe. Pentru fiecare echipă, meciurile s-au jucat astfel:
- 6 meciuri împotriva celorlalte echipe din aceeași divizie (meciuri tur-retur)
- 4 meciuri împotriva unor echipe dintr-o altă divizie din aceeași conferință (diviziile care se vor întâlni se schimba în fiecare an după o rotație prestabilită)
- 4 meciuri împotriva unor echipe dintr-o altă divizie din cealaltă conferință (diviziile care se vor întâlni se schimbă în fiecare an după o rotație prestabilita)
- 2 meciuri împotriva echipelor din aceeași conferință care au terminat pe același loc în sezonul precedent (locul 1 contra locul 1, locul 2 contra locul 2, etc.)
- 1 meci împotriva unor echipe dintr-o altă divizie din aceeași conferință cu care a jucat în urmă cu doi ani, conform locurilor ocupate în diviziile respective din sezonul anterior.[2]

### Meciuri intra-conferințe
- AFC East - AFC South
- AFC North - AFC West
- NFC East - NFC South
- NFC North - NFC West

### Meciuri inter-conferințe
- AFC East - NFC West
- AFC North - NFC East
- AFC South - NFC North
- AFC West - NFC South

### Meciuri conform locului în clasament în sezonul trecut
- AFC East - NFC North
- AFC North - NFC South
- AFC South - NFC East
- AFC West - NFC West

## Clasamente sezonul regulat
| AFC East                            | AFC East | AFC East | AFC East | AFC East | AFC East | AFC East | AFC East | AFC East | AFC East |
| vizualizare • discuție • modificare | V        | Î        | E        | PCT      | DIV      | CONF     | PM       | PP       | CON      |
| ----------------------------------- | -------- | -------- | -------- | -------- | -------- | -------- | -------- | -------- | -------- |
| Buffalo Bills                       | 13       | 4        | 0        | 76,5%    | 5-1      | 9-3      | 525      | 368      | Î1       |
| Miami Dolphins                      | 8        | 9        | 0        | 47,1%    | 3-3      | 6-6      | 345      | 364      | Î1       |
| New York Jets                       | 5        | 12       | 0        | 29,4%    | 2-4      | 5-7      | 338      | 404      | V1       |
| New England Patriots                | 4        | 13       | 0        | 23,5%    | 2-4      | 3-9      | 289      | 417      | V1       |

| AFC North                           | AFC North | AFC North | AFC North | AFC North | AFC North | AFC North | AFC North | AFC North | AFC North |
| vizualizare • discuție • modificare | V         | Î         | E         | PCT       | DIV       | CONF      | PM        | PP        | CON       |
| ----------------------------------- | --------- | --------- | --------- | --------- | --------- | --------- | --------- | --------- | --------- |
| Baltimore Ravens                    | 12        | 5         | 0         | 70,6%     | 4-2       | 8-4       | 518       | 361       | V4        |
| Pittsburgh Steelers                 | 10        | 7         | 0         | 58,8%     | 3-3       | 7-5       | 380       | 347       | Î4        |
| Cincinnati Bengals                  | 9         | 8         | 0         | 52,9%     | 3-3       | 6-6       | 472       | 434       | V5        |
| Cleveland Browns                    | 3         | 14        | 0         | 17,6%     | 2-4       | 3-9       | 258       | 435       | Î6        |

| AFC South                           | AFC South | AFC South | AFC South | AFC South | AFC South | AFC South | AFC South | AFC South | AFC South |
| vizualizare • discuție • modificare | V         | Î         | E         | PCT       | DIV       | CONF      | PM        | PP        | CON       |
| ----------------------------------- | --------- | --------- | --------- | --------- | --------- | --------- | --------- | --------- | --------- |
| Houston Texans                      | 10        | 7         | 0         | 58,8%     | 5-1       | 8-4       | 372       | 372       | V1        |
| Indianapolis Colts                  | 8         | 9         | 0         | 47,1%     | 3-3       | 7-5       | 377       | 427       | V1        |
| Jacksonville Jaguars                | 4         | 13        | 0         | 23,5%     | 3-3       | 4-8       | 320       | 435       | Î1        |
| Tennessee Titans                    | 3         | 14        | 0         | 17,6%     | 1-5       | 3-9       | 311       | 460       | Î6        |

| AFC West                            | AFC West | AFC West | AFC West | AFC West | AFC West | AFC West | AFC West | AFC West | AFC West |
| vizualizare • discuție • modificare | V        | Î        | E        | PCT      | DIV      | CONF     | PM       | PP       | CON      |
| ----------------------------------- | -------- | -------- | -------- | -------- | -------- | -------- | -------- | -------- | -------- |
| Kansas City Chiefs                  | 15       | 2        | 0        | 88,2%    | 5-1      | 10-2     | 385      | 326      | V1       |
| Los Angeles Chargers                | 11       | 6        | 0        | 64,7%    | 4-2      | 8-4      | 402      | 301      | V3       |
| Denver Broncos                      | 10       | 7        | 0        | 58,8%    | 3-3      | 6-6      | 425      | 311      | V1       |
| Las Vegas Raiders                   | 4        | 13       | 0        | 23,5%    | 0-6      | 3-9      | 309      | 434      | Î1       |

| NFC East                            | NFC East | NFC East | NFC East | NFC East | NFC East | NFC East | NFC East | NFC East | NFC East |
| vizualizare • discuție • modificare | V        | Î        | E        | PCT      | DIV      | CONF     | PM       | PP       | CON      |
| ----------------------------------- | -------- | -------- | -------- | -------- | -------- | -------- | -------- | -------- | -------- |
| Philadelphia Eagles                 | 14       | 3        | 0        | 82,4%    | 5-1      | 9-3      | 463      | 303      | V2       |
| Washington Commanders               | 12       | 5        | 0        | 70,6%    | 4-2      | 9-3      | 485      | 391      | V5       |
| Dallas Cowboys                      | 7        | 10       | 0        | 41,2%    | 3-3      | 5-7      | 350      | 468      | Î2       |
| New York Giants                     | 3        | 14       | 0        | 17,6%    | 0-6      | 1-11     | 273      | 415      | Î1       |

| NFC North                           | NFC North | NFC North | NFC North | NFC North | NFC North | NFC North | NFC North | NFC North | NFC North |
| vizualizare • discuție • modificare | V         | Î         | E         | PCT       | DIV       | CONF      | PM        | PP        | CON       |
| ----------------------------------- | --------- | --------- | --------- | --------- | --------- | --------- | --------- | --------- | --------- |
| Detroit Lions                       | 15        | 2         | 0         | 88,2%     | 6-0       | 11-1      | 564       | 342       | V3        |
| Minnesota Vikings                   | 14        | 3         | 0         | 82,4%     | 4-2       | 9-3       | 432       | 332       | Î1        |
| Green Bay Packers                   | 11        | 6         | 0         | 64,7%     | 1-5       | 6-6       | 460       | 338       | Î2        |
| Chicago Bears                       | 5         | 12        | 0         | 29,4%     | 1-5       | 3-9       | 310       | 370       | V1        |

| NFC South                           | NFC South | NFC South | NFC South | NFC South | NFC South | NFC South | NFC South | NFC South | NFC South |
| vizualizare • discuție • modificare | V         | Î         | E         | PCT       | DIV       | CONF      | PM        | PP        | CON       |
| ----------------------------------- | --------- | --------- | --------- | --------- | --------- | --------- | --------- | --------- | --------- |
| Tampa Bay Buccaneers                | 10        | 7         | 0         | 58,8%     | 4-2       | 8-4       | 502       | 385       | V2        |
| Atlanta Falcons                     | 8         | 9         | 0         | 47,1%     | 4-2       | 7-5       | 389       | 423       | Î2        |
| Carolina Panthers                   | 5         | 12        | 0         | 29,4%     | 2-4       | 4-8       | 338       | 398       | Î4        |
| New Orleans Saints                  | 5         | 12        | 0         | 29,4%     | 2-4       | 4-8       | 341       | 534       | V1        |

| NFC West                            | NFC West | NFC West | NFC West | NFC West | NFC West | NFC West | NFC West | NFC West | NFC West |
| vizualizare • discuție • modificare | V        | Î        | E        | PCT      | DIV      | CONF     | PM       | PP       | CON      |
| ----------------------------------- | -------- | -------- | -------- | -------- | -------- | -------- | -------- | -------- | -------- |
| Los Angeles Rams                    | 10       | 7        | 0        | 58,8%    | 4-2      | 6-6      | 367      | 386      | Î1       |
| Seattle Seahawks                    | 10       | 7        | 0        | 58,8%    | 4-2      | 6-6      | 375      | 368      | V2       |
| Arizona Cardinals                   | 8        | 9        | 0        | 47,1%    | 3-3      | 4-8      | 400      | 379      | V1       |
| San Francisco 49ers                 | 6        | 11       | 0        | 35,3%    | 1-5      | 4-8      | 389      | 436      | Î4       |

## Play-off

### Meciurile de calificare pentru play-off

#### AFC
- Baltimore Ravens - Pittsburgh Steelers 28-14
- Buffalo Bills - Denver Broncos 31-7
- Houston Texans- Los Angeles Chargers 32-12

#### NFC
- Tampa Bay Buccaneers - Washington Commanders 20 - 23
- Los Angeles Rams - Minnesota Vikings 27 - 9
- Philadelphia Eagles - Green Bay Packers 22 - 10

|  | Semifinale pe conferințe  | Semifinale pe conferințe  |                         |    | Finale pe conferințe | Finale pe conferințe |  |  | Finala NFL | Finala NFL |
|  |                           |                           |                         |    |                      |                      |  |  |            |            |
|  | Detroit                   |                           |                         |    |                      |                      |  |  |            |            |
|  |                           |                           |                         |    |                      |                      |  |  |            |            |
|  | Detroit Lions (1)         | 31                        |                         |    |                      |                      |  |  |            |            |
|  | Detroit Lions (1)         | 31                        | Philadelphia            |    |                      |                      |  |  |            |            |
|  | Washington Commanders (6) | 45                        |                         |    |                      |                      |  |  |            |            |
|  | Washington Commanders (6) | 45                        | Philadelphia Eagles (2) | 55 |                      |                      |  |  |            |            |
|  | Philadelphia              |                           | Philadelphia Eagles (2) | 55 |                      |                      |  |  |            |            |
|  |                           | Washington Commanders (6) | 23                      |    |                      |                      |  |  |            |            |
|  | Philadelphia Eagles (2)   | Washington Commanders (6) | 23                      | 28 |                      |                      |  |  |            |            |
|  | Philadelphia Eagles (2)   |                           | New Orleans             | 28 |                      |                      |  |  |            |            |
|  | Los Angeles Rams (4)      | 22                        |                         |    |                      |                      |  |  |            |            |
|  | Los Angeles Rams (4)      | 22                        | Philadelphia Eagles (2) | 40 |                      |                      |  |  |            |            |
|  | Kansas City               |                           | Philadelphia Eagles (2) | 40 |                      |                      |  |  |            |            |
|  |                           | Kansas City Chiefs (1)    | 22                      |    |                      |                      |  |  |            |            |
|  | Kansas City Chiefs (1)    | Kansas City Chiefs (1)    | 22                      | 23 |                      |                      |  |  |            |            |
|  | Kansas City Chiefs (1)    | Kansas City               |                         | 23 |                      |                      |  |  |            |            |
|  | Houston Texans            | 14                        |                         |    |                      |                      |  |  |            |            |
|  | Houston Texans            | 14                        | Kansas City Chiefs (1)  | 32 |                      |                      |  |  |            |            |
|  | Orchard Park              |                           | Kansas City Chiefs (1)  | 32 |                      |                      |  |  |            |            |
|  |                           | Buffalo Bills (2)         | 29                      |    |                      |                      |  |  |            |            |
|  | Buffalo Bills (2)         | Buffalo Bills (2)         | 29                      | 27 |                      |                      |  |  |            |            |
|  | Buffalo Bills (2)         |                           |                         | 27 |                      |                      |  |  |            |            |
|  | Baltimore Ravens (3)      | 25                        |                         |    |                      |                      |  |  |            |            |
|  | Baltimore Ravens (3)      | 25                        |                         |    |                      |                      |  |  |            |            |